# Heinrich Gottlieb von Könitz
Heinrich Gottlieb von Könitz (* 1725 im Bezirk Mansfeld; † 26. Juni 1790 in Magdeburg) war ein preußischer Generalmajor und zuletzt Chef des Infanterieregiments Nr. 17.

## Leben

### Herkunft
Er war der Sohn des Erbherren von Friedeburg Heinrich Johann von Könitz.

### Militärkarriere
Schon 1740 kam Könitz als Freikorporal zum Regiment „Wedel“ Nr. 5. Er kämpfte im Ersten- und Zweiten Schlesischen Krieg. Dort stieg er vom Fähnrich zum Secondeleutnant auf. Im Juli 1756 wurde er Premierleutnant, im März 1757 Stabshauptmann und kurz danach hielt er seine eigene Kompanie.
Im Juni 1774 erhielt Könitz als Major den Pour le Mérite und ein Jahr später wurde er Oberstleutnant. Am 22. April 1778 wurde er zum Infanterieregiment „Kalkstein“ Nr. 20 versetzt. 1780  wurde Könitz Chef des Garnisonsregiments Nr. 10 und dort am 26. Juni 1781 zum Oberst befördert. Am 1. März 1786 bekam er vom König das Infanterieregiment „Billerbeck“ Nr. 17, aber bereits im November 1786 bat er um seinen Abschied. Dieser wurde ihm als Generalmajor mit einer Pension von 1000 Talern gewährt.